# Högdalen
Högdalen est un quartier d'Enskede-Årsta-Vantör à Stockholm en Suède.

## Situation
Högdalen est un quartier de Söderort, il borde les quartiers de Bandhagen, Örby, Rågsved, Fagersjö et Gubbängen.
Le quartier se compose de trois zones : une zone résidentielle à l'est et une zone à l'ouest traversées par le métro et une zone d'activité au sud-est, la zone industrielle de Högdalen. 
Dans la partie ouest, le centre du quartier était aménagé de bâtiments de plus grande envergure. 
Les immeubles de grande hauteur sont situés le long de Skebokvarnsvägen. À l'ouest de Skebokvarnsvägen se trouvent trois ensembles totalisant un peu plus de 250 maisons de ville, construites entre 1956 et 1960.
À la manière typique de des. annees 1950, le centre de Högdalen aussi construit de hauts bâtiments, un à l'est à Harpsundsvägen de 11 étages (appelé "La Maison du Coq"), conçu par l'architecte Curt Strehlenert, et un à l'ouest du hall du métro, de 13 étages conçus par Karl Gustav Brokvist. Ce dernier est construite avec l'église de Högdal conçue par Nils-Gunnar Nilsson.
Dans le quartier résidentiel de l'est de Högdalen, l'architecture plus traditionnelle de la « maison du peuple » domine avec des maisons étroites à trois étages regroupées autour de cours.
Dans Högdalen, on peut lire la transition entre deux idéaux d'urbanisme dans l'aménagement des banlieues de Stockholm qui a eu lieu dans les années 1950, un idéal plus ancien à petite échelle et une variante moderne à plus grande échelle.

## Transports
La  station Högdalen est desservie par la ligne T19 du métro de Stockholm. 
La station actuelle a été inaugurée le 3 novembre 1957.

## Galerie

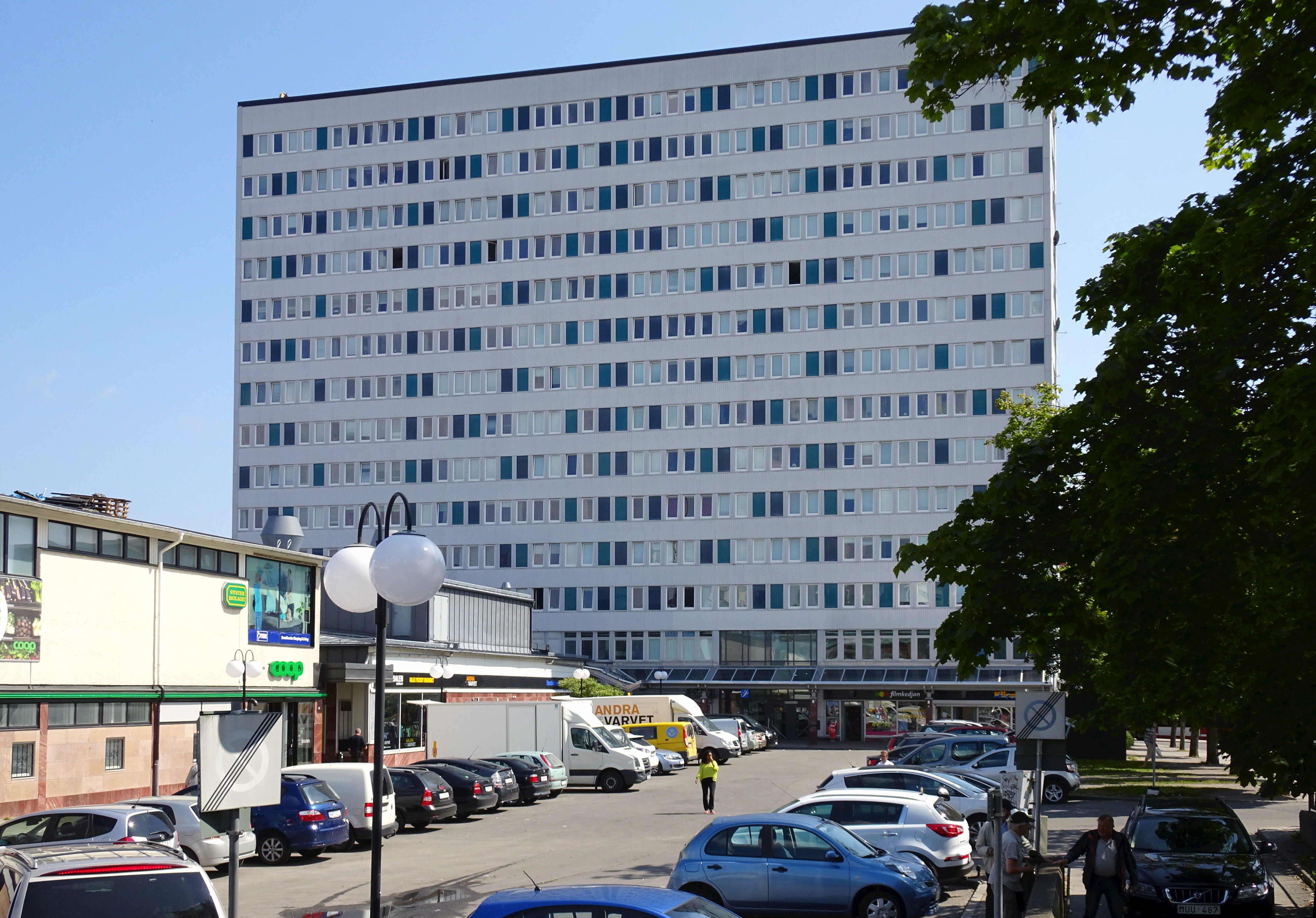
Immeuble du centre d'Högdalen.
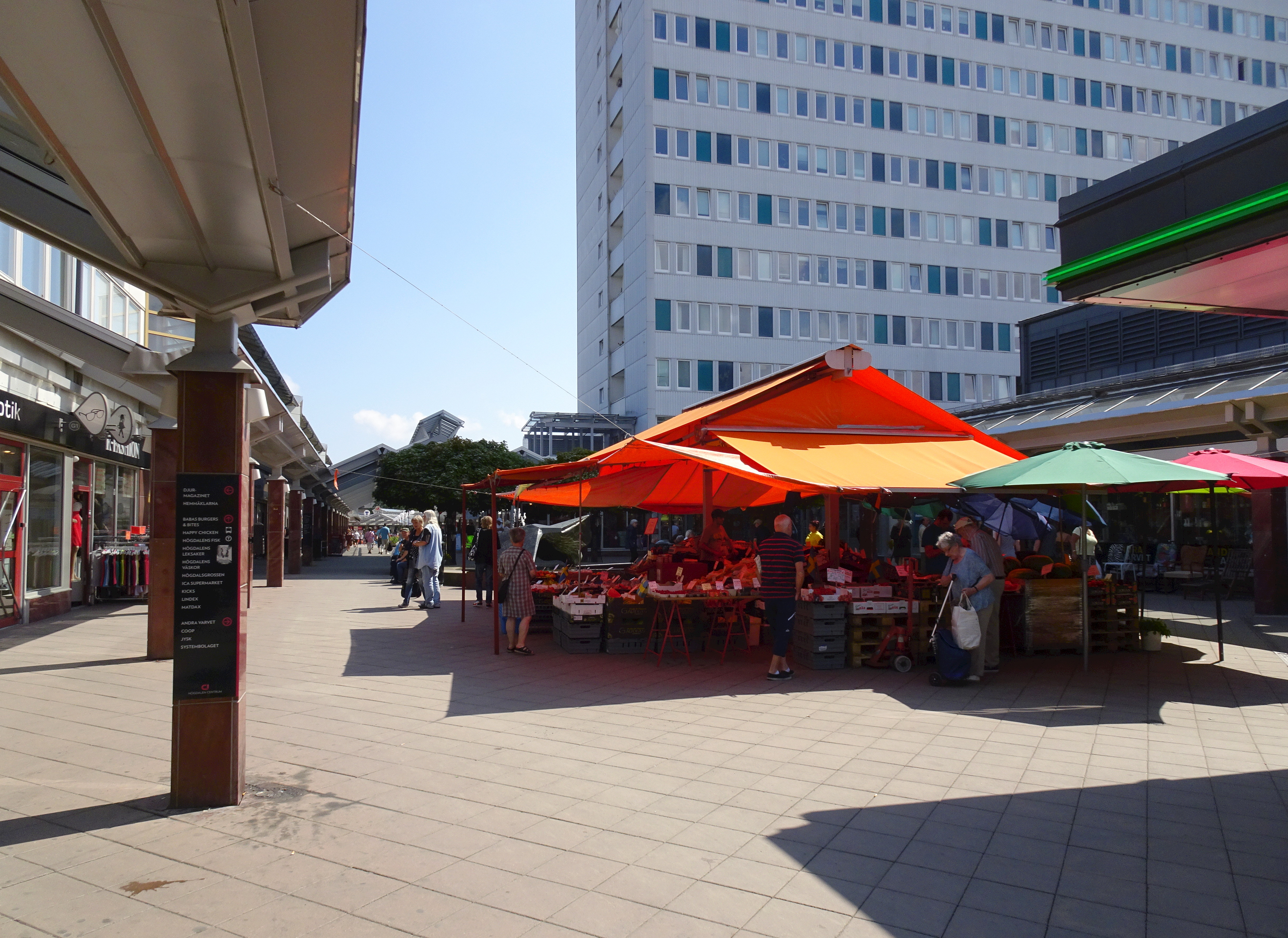
Salutorget.
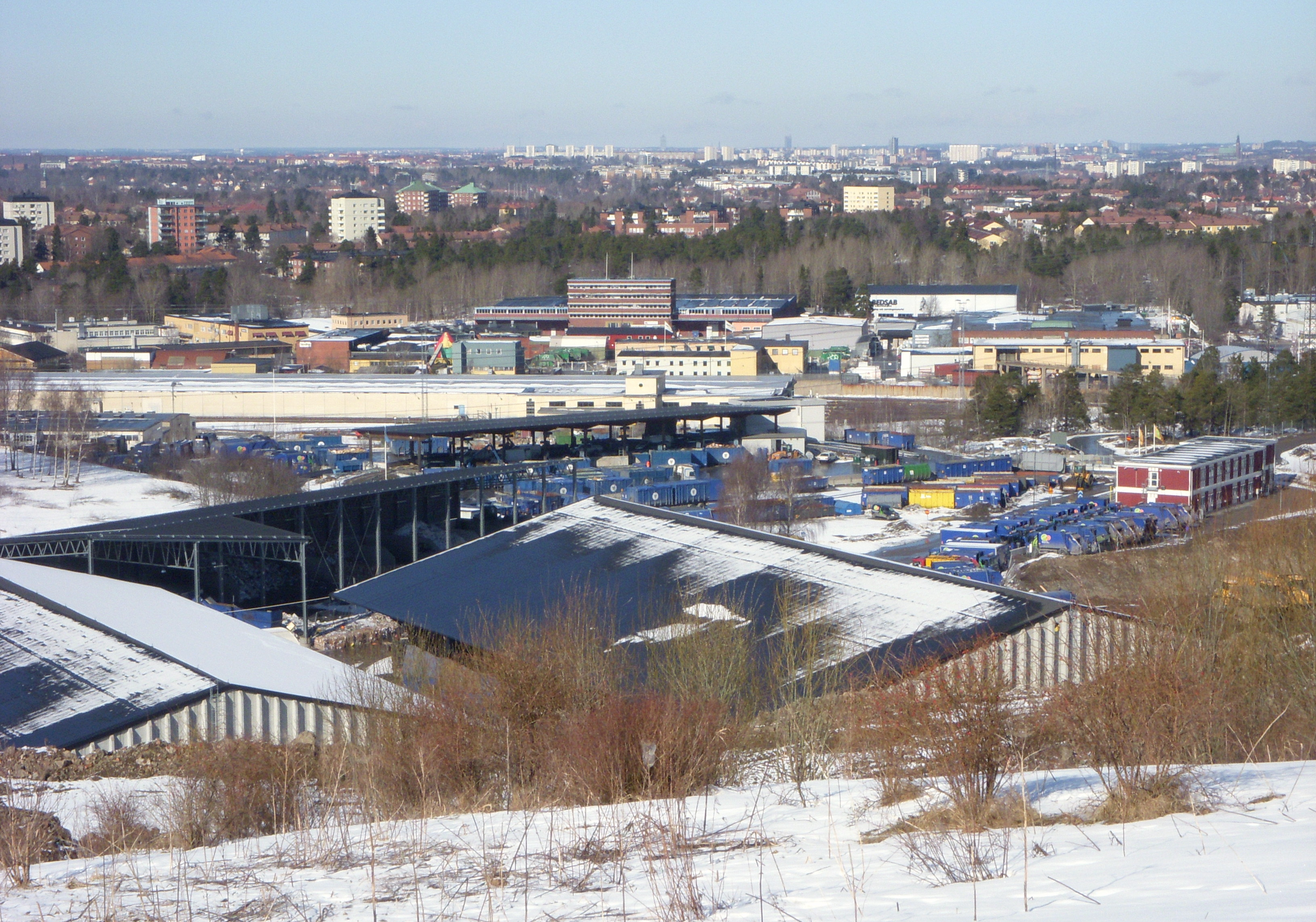
Zone industrielle.
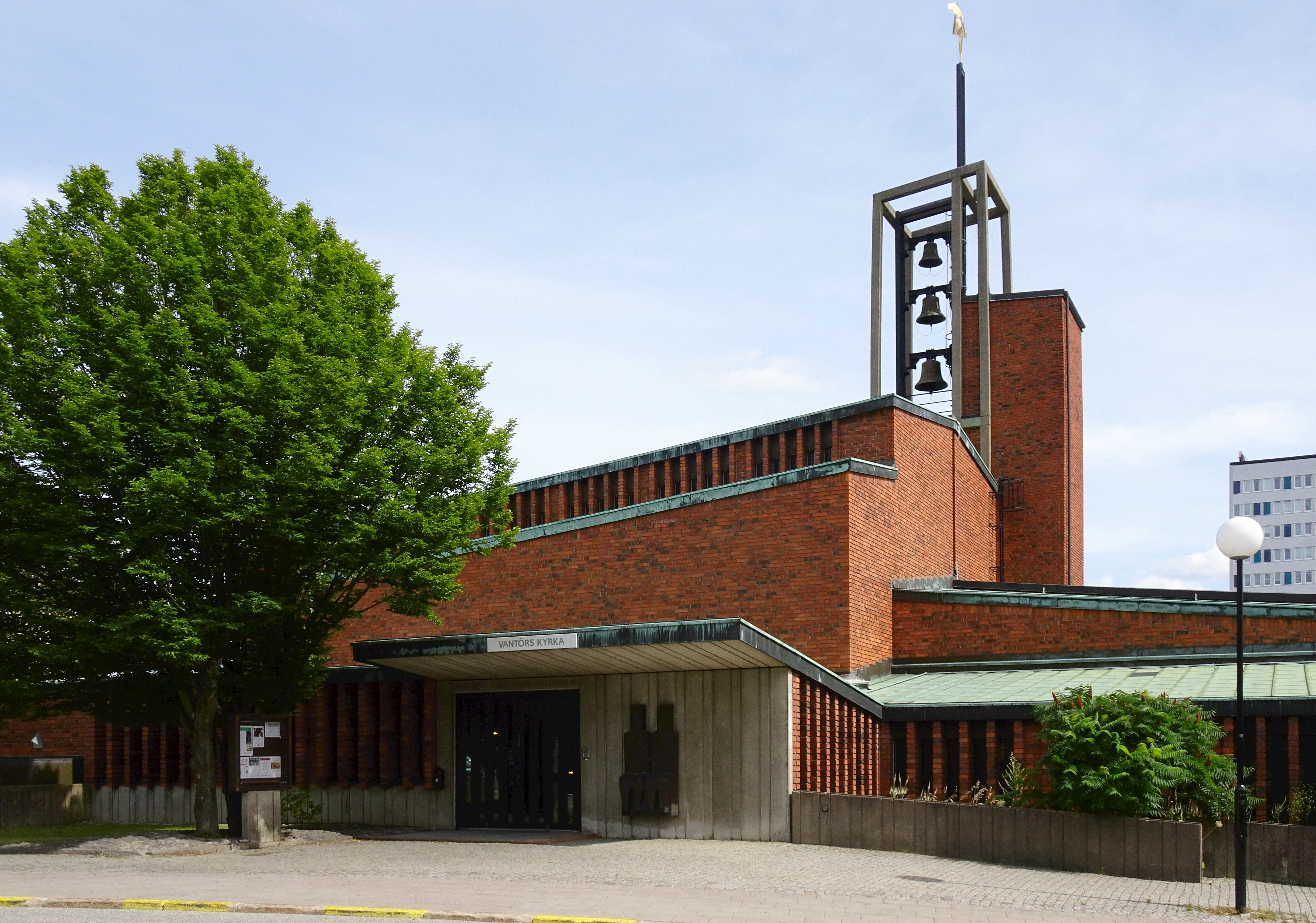
Eglise de Vantör.
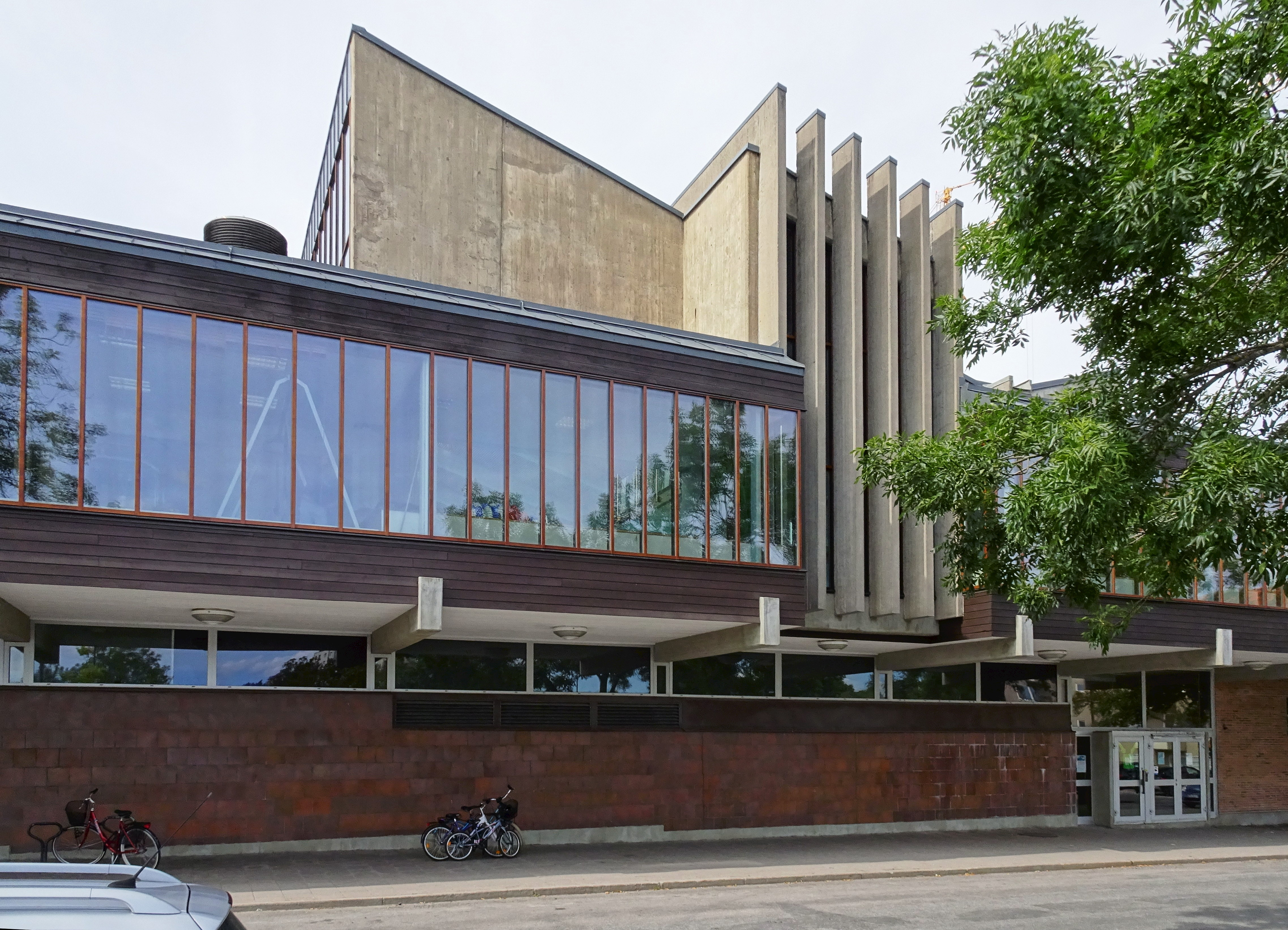
Piscine et salle de sport.

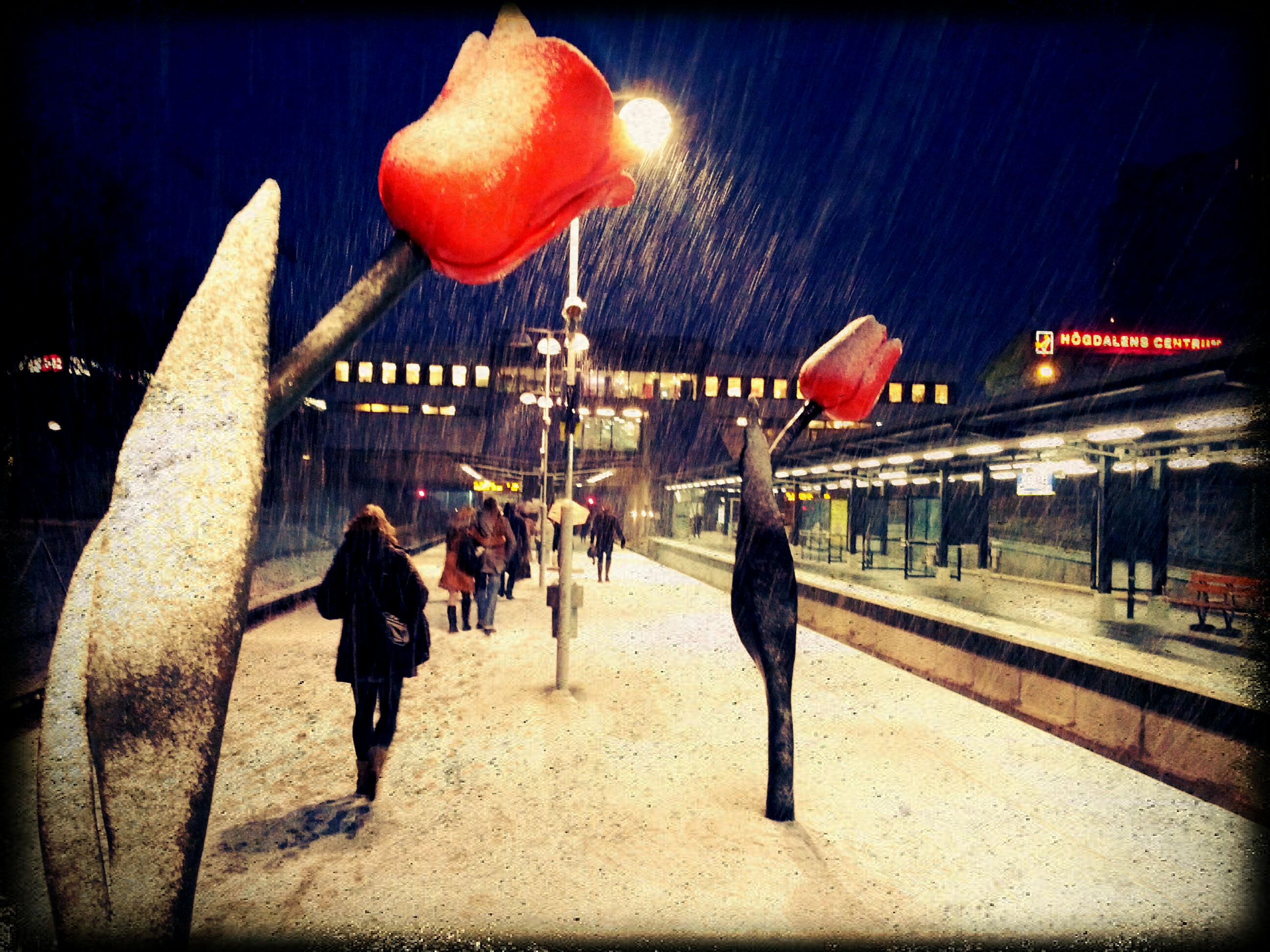
Station de métro de Högdalen
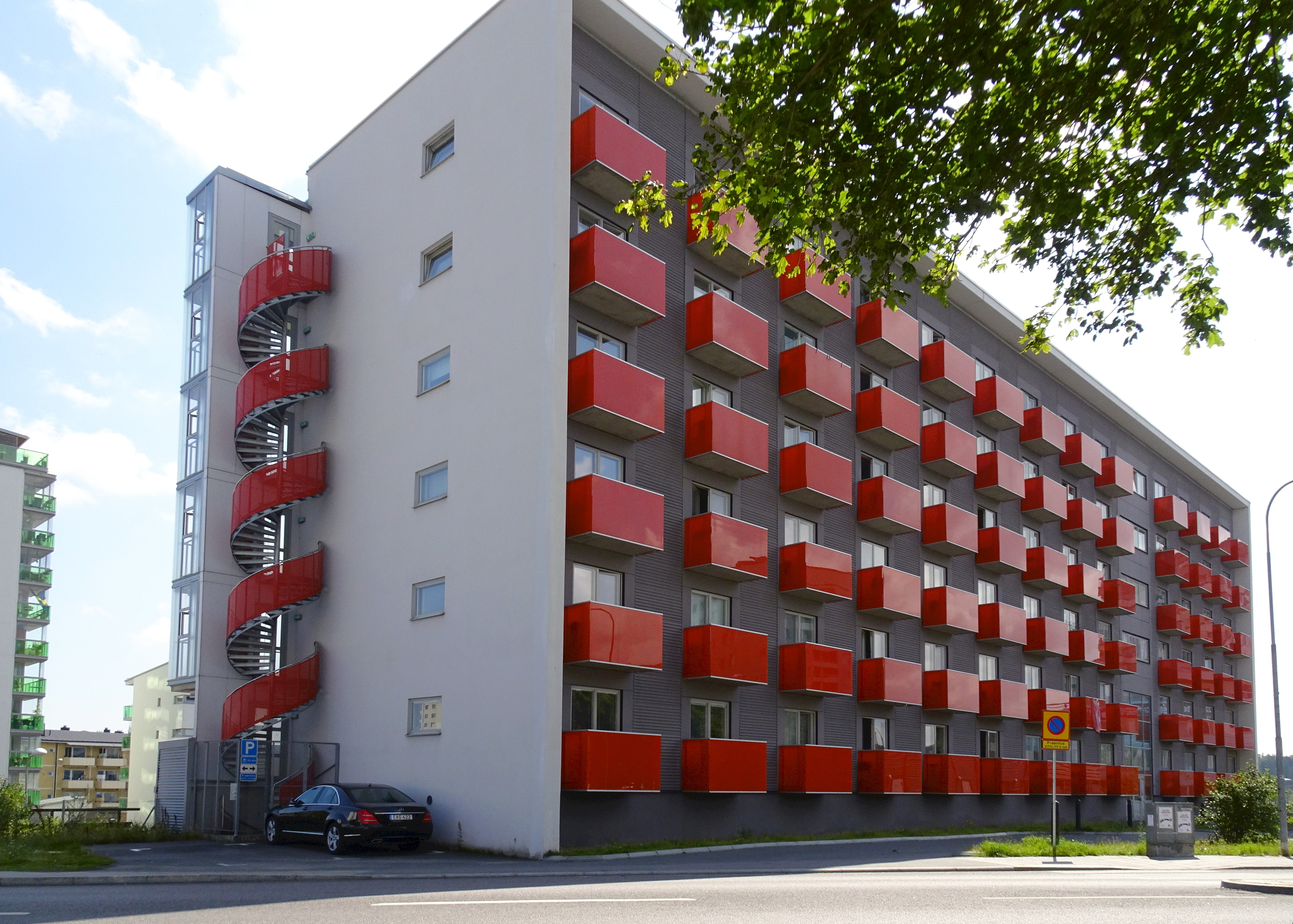
Skebokvarnsvägen
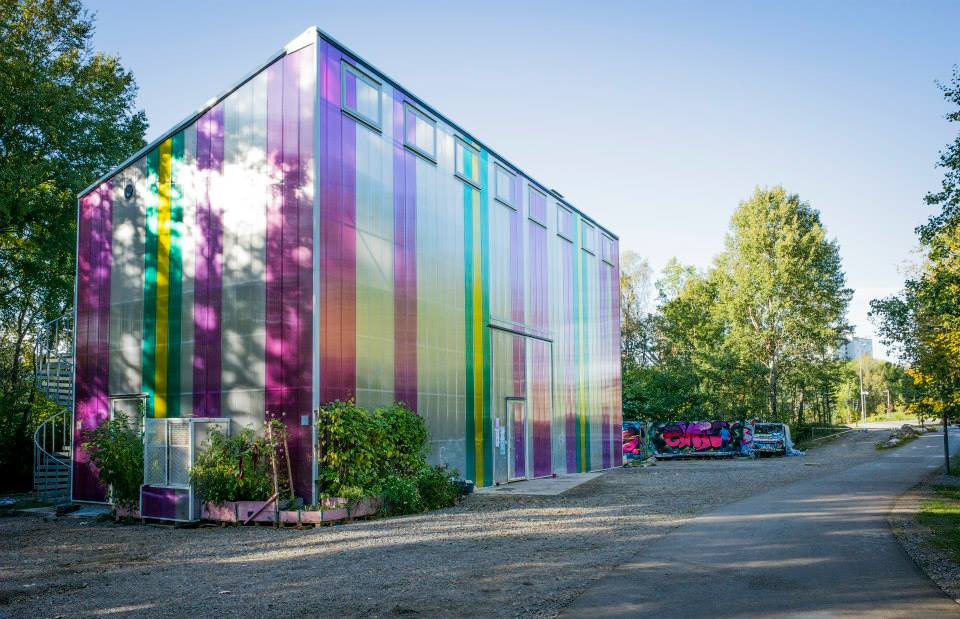
Cyklopen.
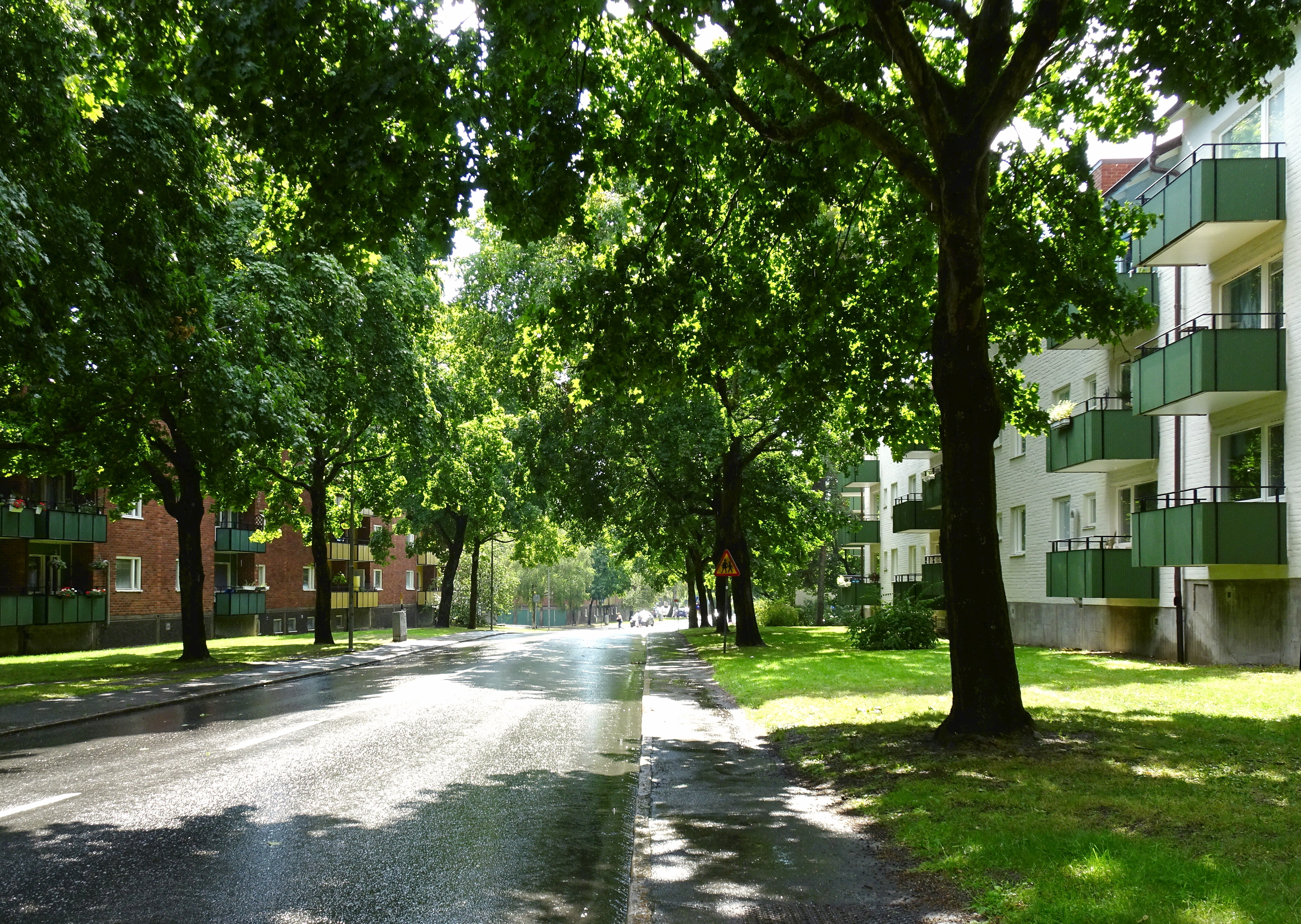
Trollesundsvägen.
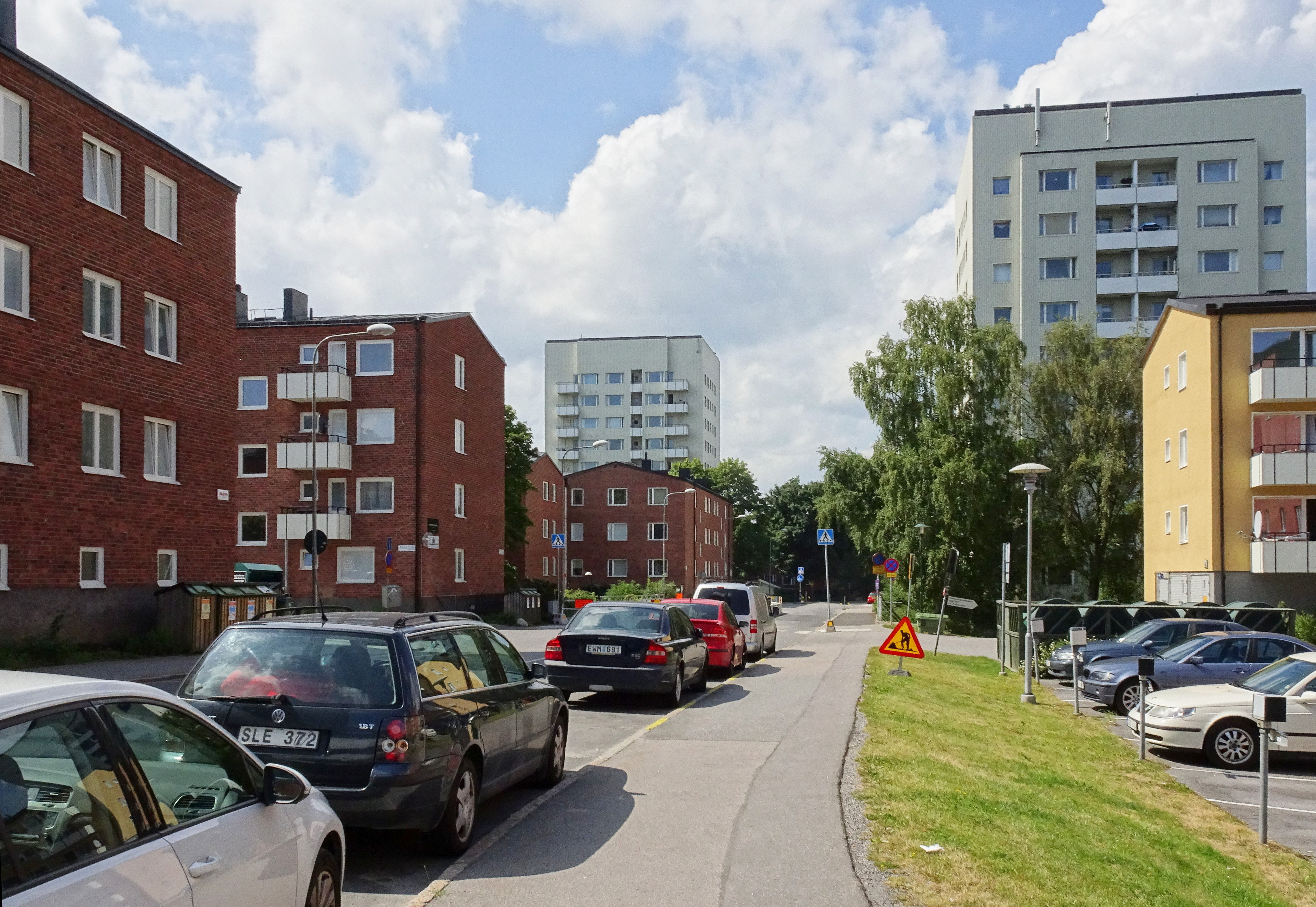
Skebokvarnsvägen.